# Лалин (футбольный клуб)
«Лалин» (галис. и исп. CD Lalín) — галисийский футбольный клуб из одноимённого города, в провинции Понтеведра. Клуб основан в 1974 году, домашние матчи проводит на стадионе «Мануэль Ансо Кортисо», вмещающем 8 000 зрителей. В Примере и Сегунде команда никогда не выступала, лучшим результатом является 12-е места в Сегунде B сезонах 1987/88 и 1988/89.

## Сезоны по дивизионам
- Сегунда B — 6 сезонов
- Терсера — 24 сезона
- Региональная лига — 12 сезонов

## Достижения
- Терсера
  - Победитель (2): 1984/85, 1990/91

## Известные игроки
- Альберт Строни
- Борхе
- Сенель

## Известные тренеры
- Фернандо Васкес